# 902
Évszázadok: 9. század – 10. század – 11. század
Évtizedek: 850-es évek – 860-as évek – 870-es évek – 880-as évek – 890-es évek – 900-as évek – 910-es évek – 920-as évek – 930-as évek – 940-es évek – 950-es évek
Évek: 897 – 898 – 899 – 900 –  901 – 902 – 903 – 904 – 905 – 906 – 907

## Események

### Európa
- Berengár király visszatér Itáliába és a III. Lajossal elégedetlen nemesség csatlakozik hozzá. Berengár legyőzi Lajost, aki visszavonul provence-i királyságába és megesküszik, hogy nem tér vissza Itáliába.
- Isszam al-Havlani a córdobai emír nevében elfoglalja a bizánciaktól a Baleári-szigeteket; egy erőd állítólag még nyolc évig kitart.
- Æthelwold angolszász trónkövetelő Northumbriából Kelet-Angliába hajózik, ahol ráveszi az ottani vikingeket, hogy támadják meg az Angolszász Királyságot. Eduárd szász király óvatosan kerüli a csatát és csak feldúlja a határvidéket. Amikor azonban találkozik a viking sereggel és vissza akar vonulni, a kentiek megtagadják a parancsát és támadnak. Veszítenek ugyan, de közben megölik Æthelwoldot és Eohric kelet-angliai viking királyt.
- Leinster és Brega ír királyai szövetkeznek és elűzik Dublinból a vikingeket. Azok Ímar ua Ímair vezetésével áthajóznak Skóciába.

### Abbászida Kalifátus
- Al-Mutadid kalifa kegyetlenkedései és törvénytelen kormányzása miatt felszólítja II. Ibráhim aglabida emírt a lemondásra és Bagdadba rendeli. Ibráhim bűnbánatot tanúsít, visszavonja az adókat, kiüríti a börtönöket, a kincstár egy részét jótékony célra adományozza és visszahívja Szicíliából fiát, Abdalláhot, akinek átadja Ifríkija kormányzását. Azonban nem Bagdadba megy, hanem átveszi a szicíliai hadak irányítását és elfoglalja az utolsó, bizánci kézen maradt várost, Taorminát. Ezzel gyakorlatilag egész Szicília az arabok kezére kerül (néhány jelentéktelen, hamar feladott erőd kivételével). Ibráhim ezután átkel Calabriába, ostrom alá veszi Cosenzát, de eközben vérhasban meghal.
- Áprilisban meghal a 41 (vagy 48) éves al-Mutadid kalifa (egyes vélemények szerint megmérgezték). Utóda 25 éves fia, al-Muktafí.

### Kelet-Ázsia
- A mai Délnyugat-Kínában található Nancsao királyságában Cseng Majsze főminiszter lemészároltatja az uralkodói dinasztiát, elbitorolja a trónt ás átnevezi az államot Tacsanghóra.

## Születések
- Ælfweard, wessexi király

## Halálozások
- április 5. – al-Mutadid, abbászida kalifa
- október 23. - II. Ibráhim, aglabida emír
- december 5. - Ealhswith, Nagy Alfréd angolszász király felesége
- Æthelwold, angolszász trónkövetelő
- Amr ibn al-Lajsz, szaffárida emír
- Eohric, kelet-angliai király

## Fordítás
- Ez a szócikk részben vagy egészben  a(z)   902 című angol Wikipédia-szócikk ezen változatának fordításán alapul.  Az eredeti cikk szerkesztőit annak laptörténete sorolja fel. Ez a jelzés csupán a megfogalmazás eredetét és a szerzői jogokat jelzi, nem szolgál a cikkben szereplő információk forrásmegjelöléseként.